# Вила (Асти)
Вила је насеље у Италији у округу Асти, региону Пијемонт.
Према процени из 2011. у насељу је живело 243 становника. Насеље се налази на надморској висини од 243 м.